# Orestes Gladius
Carlos Orestes Cruz (David, 12 de diciembre de 1985), cambiado nombre a Orestes Gladiuses, es un artista marcial mixto y atleta panameño. Está especializado en el Judo, Jiu-jitsu brasileño, Muay thai y Budo. Actualmente es también árbitro en UCC. [cita requerida]

## Distinciones
- Medalla de Plata, torneo Nacional de Panamá de Judo, 2015;
- Participación en torneo Panamericano de Jiu-jitsu en Panamá, 2016;
- Participación en el Mundial de Jiu-jitsu en Bogotá, Colombia, 2017;
- Participación en el Mundial de Muay thai en Ucrania, 2018;
- Título Mundial WTKA/WMF/AFSO en Italia (categoría 71 Kg), 2019;
- Título Mundial WTKA/WMF/AFSO en Italia (categoría 75 Kg), 2019;
- Medalla de Plata, Campeonato Nacional de Panamá de Jiu-jitsu  (categoría - 77 Kg ), 2022;

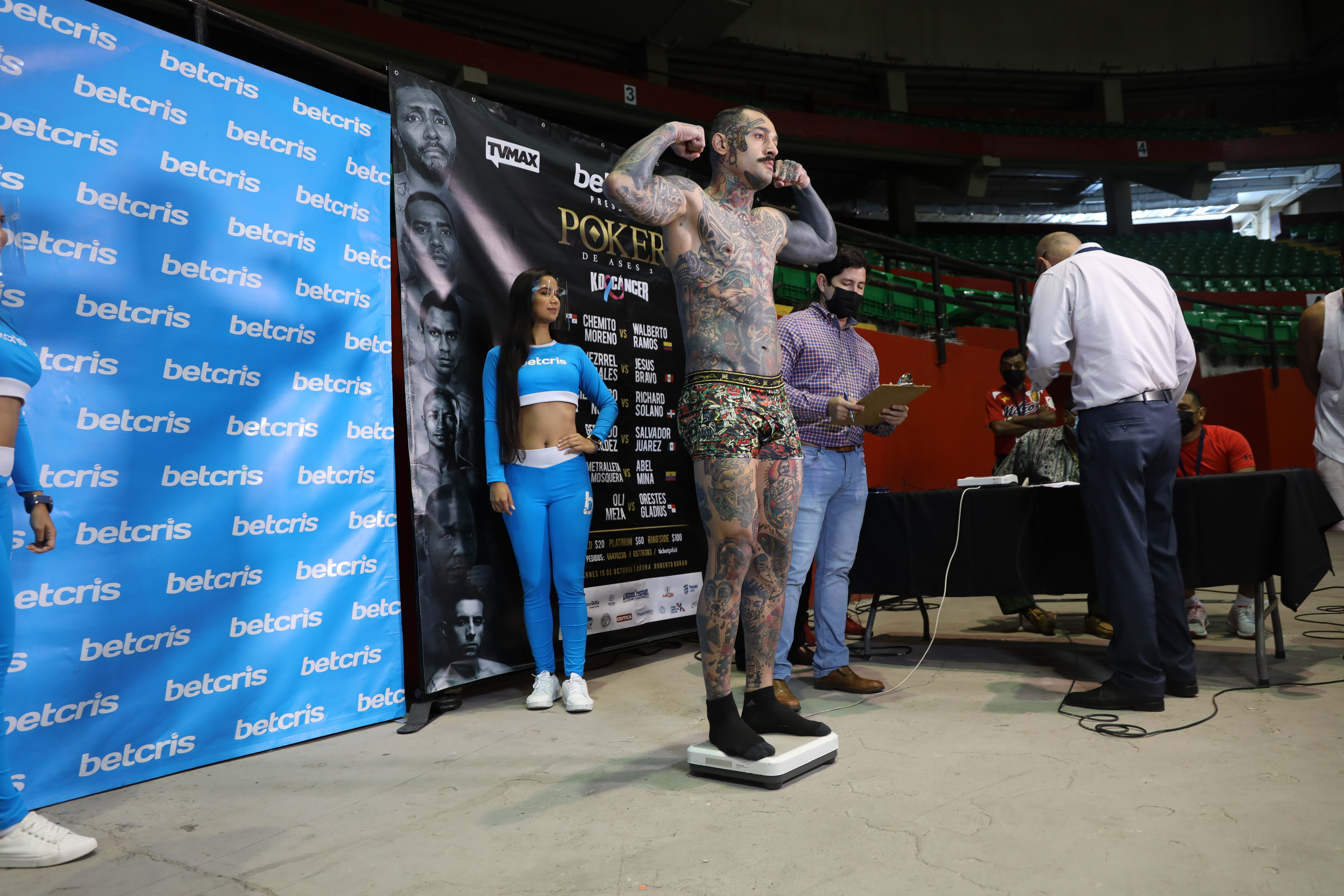
Orestes Gladius, pesaje en boxeo 2021.

- Medalla de Plata, Campeonato Nacional de Panamá de Jiu-jitsu Fighting System (categoría - 77 Kg ) año 2022Orestes Gladius, pesaje en boxeo 2021.